# Угода щодо корисних копалин між США та Україною
Угоди́ про копа́лини — усталений узагальнювальний термін на позначення кількох спільних документів міжурядової та міжінституційної домовленості США та України про створення інвестиційного фонду з привілейованим доступом до українських стратегічних ресурсів:
- Двостороння угода (офіційно — Угода про встановлення правил та умов Інвестиційного фонду відбудови України) — нереалізована рамкова угода, підписання якої 28 лютого 2025 року було зірвано після публічної суперечки між Трампом, Венсом та Зеленським;
- Меморандум про намір між урядом США та урядом України щодо завершення формальної угоди про економічне партнерство та інвестиційний фонд реконструкції від 17 квітня 2025 року;
- Угода про фонд (офіційно — Угода між урядом США та урядом України про створення американо-українського Фонду інвестицій у реконструкцію) — рамкова угода, підписана від імені урядів 30 квітня та ратифікована парламентом України 8 травня 2025 року[2];
- Таємні угоди (Угода про обмежене партнерство та Угода про створення «Генерального партнера»)[3] — основний договір (контракт) та технічні додатки до нього на кількох десятках аркушів, але не оприлюднені (американські чиновники стверджують, що 30 квітня 2025 року обидва документи були підписані разом із рамковою угодою[4], тоді як українські політики запевняють, що документи лише погоджені, а не підписані[5]).

Наразі оприлюднено лише одну рамкову угоду обмеженого змісту, тоді як більшість ключових умов і деталей співпраці залишаються невідомими для громадськості і ґрунтуються переважно на непідтверджених офіційними документами політичних заявах.
Угоди є виключно інвестиційними та не містять положень, які б надавали уряду США важелі впливу на Росію або механізми «мирного врегулювання» російської агресії проти України. Документи також не зобов'язують США надавати військову підтримку Україні та не є юридичною гарантією її безпеки.

## Передісторія
Тема українських копалин на Заході обговорюється давно й з ентузіазмом, тоді як в Україні стала доступною для широкого загалу лише у квітні 2024 року, коли під час розгляду Конгресом США законопроєкту про пакет безповоротної допомоги Україні частина республіканців пропонували перетворити частину допомоги на позику або кредит та розглядали ідею компенсації витрат США шляхом залучення американських компаній до розробки українських родовищ, зокрема рідкісноземельних мінералів. 9 червня сенатор-республіканець Ліндсі Грем висловив занепокоєння, що Україна має значні запаси критично важливих корисних копалин, оцінені в 10–12 трильйонів доларів, які прагне захопити Росія й розділити з Китаєм. Зрештою ідея співпраці у видобутку корисних копалин отримала позитивний відгук від президента України, який погодився розглядати її у контексті забезпечення гарантій безпеки для країни.

### Пропозиція Зеленського
22–27 вересня 2024 року президент України Володимир Зеленський здійснив офіційний візит до США, де провів зустрічі з президентом Джо Байденом та кандидатами в президенти, й презентував «План перемоги України», який передбачалося спочатку ознайомити з американськими лідерами та Конгресом, а згодом оприлюднити у Верховній Раді (16 жовтня). Дональд Трамп, який послідовно виступав проти надання військової допомоги Україні, неодноразово під час своїх мітингів заявляв, що після повторного обрання планує негайно припинити війну в Україні, навіть якщо це буде на вигідних для Москви умовах, критикував президента України, називаючи його «найкращим комівояжером усіх часів» через активні закордонні візити та пошук підтримки, водночас проявив зацікавленість до двох ключових пунктів «Плану перемоги»: заміна частини американських військових контингентів, дислокованих у Європі, на українські війська та пункт про корисні копалини України.
В грудні стало відомо, що Україна планувала підписати з адміністрацією Байдена угоду про співпрацю у сфері видобутку та переробки корисних копалин, але, за словами офіційних осіб з обох сторін, українська влада двічі відкладала підписання. Тоді пророкували, що влада України можливо, чекає, поки новообраний президент вступить на посаду, щоб представити угоду як швидку перемогу своєї адміністрації.

### Повернення до влади Трампа та його вимоги

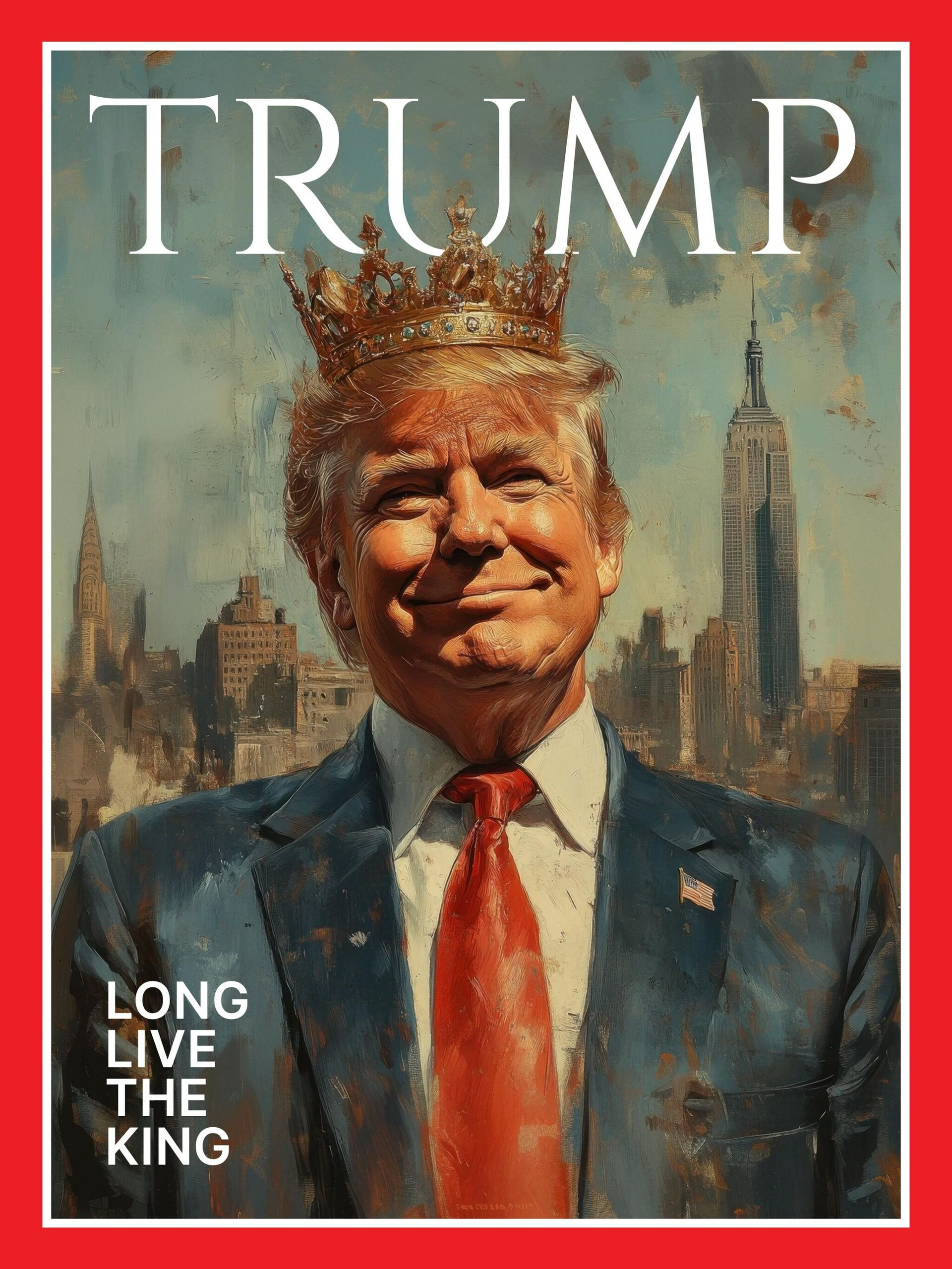
Створене штучним інтелектом зображення коронованого Трампа, стилізованого під обкладинку журналу Тайм із написом «Трамп, хай живе король» на офіційному акаунті Білого дому у Твіттер, 19 лютого 2025 року

3 лютого 2025 року новообраний Президент США Дональд Трамп виступаючи перед журналістами в Білому домі заявив, що хоче отримати компенсацію у близько 300 мільярдів доларів США у вигляді українських природних ресурсів за багатомільярдну допомогу, яку США надали Україні в її протистоянні російській агресії.
10 лютого в інтерв'ю телекомпанії Fox News Трамп повторив свою вимогу до України, оцінивши підтримку Вашингтона, яку він мав намір повернути, у 500 мільярдів доларів США:
|  | Вони [Україна] можуть домовитися [з Росією], можуть і не домовитися. Вони можуть колись бути російськими, або можуть й не бути частиною Росії. Але я хочу усі ці гроші повернути.Оригінальний текст (англ.) They [Ukraine] may make a deal [with Russia]. They may not make a deal. They may be Russian someday, or they may not be Russian someday. But we're going to have all this money in [Ukraine] and I say, I want it back |

Втім, тези Трампа про $350 та $500 млрд були відразу були спростовані провідними науковими установами світу. За даними Кільського інституту світової економіки, найдавнішого німецького аналітичного центру, який належить до 50 найкращих мозкових центрів світу за версією Університету Пенсильванії, Вашингтон виділив Україні загалом близько $114 млрд. Водночас дослідники вважають, що реальна вартість американської допомоги Україні значно нижча, ніж заявлено офіційно.

## Процес укладення угод

### Переговори
12 лютого 2025 року Зеленський повідомив, що міністр фінансів США Скотт Бессент привіз в Україну чернетку «угоди про партнерство», яка передбачає інвестиції в корисні копалини України в обмін на подальшу допомогу від Вашингтона. 14 лютого був доопрацьований та переданий американській стороні проєкт меморандуму щодо партнерства. Водночас ще тривав аналіз чернетки фінансової угоди зі США щодо рідкісноземельних корисних копалин, відповідь планували надати наступного дня в Мюнхені на етапі зустрічі з віцепрезидентом США Джеєм Ді Венсом
15 лютого представники Трампа у відповідь скасували всі ключові правки від України та поставили українську делегацію перед умовою – або підписуєте те, що ми дали, або нічого. Попри те, що Зеленський сам запропонував США отримати частку в ресурсах України для збереження подальшої підтримки України, він відмовився підписувати у Мюнхені документ у тому вигляді, на якому наполягав Білий дім, заявивши, що «Україна не продається», водночас готовий працювати над «серйозним документом» в якому будуть від США гарантії безпеки для України. Трамп відповів, що гарантувати Україні безпеку мусить Європа.

17 лютого британський щоденник «The Telegraph» оприлюднив текст першої чернетки контракту до прийняття рішення з позначкою «Privileged & Confidential» та датованою 7 лютого 2025 року, у якій йшлося про те, що США та Україна повинні створити спільний інвестиційний фонд у який спрямовувалися б понад 50% з усіх доходів України від природних ресурсів та інфраструктури, допоки він не досягне 500 мільярдів доларів США. Угода була односторонньою та не передбачала жодних гарантій безпеки для України, ні військової підтримки України чи інших вигод для України, а була спрямована лише на повернення безповоротної допомоги, яку Україна отримала від США під час російського вторгнення, у подвійному значенні. За оцінкою журналістів «вимоги Трампа становили більшу частину ВВП України, ніж репарації, накладені на Німеччину за Версальським договором».
22 лютого американський щоденник «The New York Times» опублікував переглянуту угоду про корисні копалини та рідкісноземельні метали, в якій адміністрація Трампа висунула ще більш жорсткіші вимоги, зокрема компанії, близькі до Трампа, мали б одноосібно володіти 100% капіталу майбутнього фонду.
23 лютого під час пресконференції в рамках форуму «Україна. Рік 2025» Зеленський наголосив, що не збирається підписувати угоду, за яку потім розраховуватимуться десять наступних поколінь українців. Також він відмовився визнавати отриману безоплатну допомогу (грант) від США боргом, який у майбутньому міг створити небезпечний прецедент, адже аналогічні вимоги зможуть поставити й інші партнери.
26 лютого уряд України повідомив про погодження угоди з США щодо невикористаних копалин, але без гарантій безпеки. У Трампа наполягли, що наявність американського бізнесу в Україні сама собою стане гарантією безпеки й процвітання. Однак ЗМІ розвінчали подібні заяви трампістів, нагадавши, що видобуток алмазів, дорогоцінних металів, урану тощо американськими компаніями у низці держав Африки не принесли на континент ані процвітання (скоріше, навпаки), ані безпеки. Також угода не надає відповіді, як розподілятиметься спільне володіння майбутнім фондом, під чиєю юрисдикцією буде зареєстрований фонд, його розмір й часові рамки, не пояснює чому наступна угода підлягає ратифікації лише Верховною Радою України, але не згадується Конгрес та чи матиме вона юридичну силу, враховуючи, те що, угода приймалася під примусом всупереч Віденській конвенції про право міжнародних договорів.

### Нападки на керівництво України та скасування підписання
18 лютого 2025 року, після зустрічі делегацій США та Росії в Саудівській Аравії та відмови України від підписання угоди Трампа у Мюнхені, яка фактично була кабальною, Трамп звинуватив Україну у російському вторгненні. Пізніше політик також зробив неправдиві заяви про нібито 4% довіри українців до президента України, назвав його диктатором без виборів та зажадав виборів під час війни аби позбутися незручного партнера. Зеленський відповів, що Трамп живе в російській «бульбашці дезінформації».
Угоду очікувалося підписати об 20:00 (UTC+2) 28 лютого після зустрічі президентів в овальному кабінеті Білого дому, де планувалося обговорення подальшої підтримки України в контексті укладення рамкової угоди про копалини. Українська сторона наполягала на взаємовигідному партнерстві, яке забезпечувало б реальні гарантії безпеки для України, а не лише відмову від власних ресурсів. Але після того, як Трамп і Венс публічно у прямому ефірі принизили Президента України, її укладення скасували. Financial Times повідомив, що сварка Трампом була зарані спланована аби підірвати позиції Зеленського на переговорах. Видання також зазначило, що напруга між президентами накопичувалася роками, а їхня зустріч лише загострила давні суперечності.

### Відновлення переговорів
3 березня 2025 року президент США Дональд Трамп висловив надію на підписання рамкової угоди. Проте вже 11 березня, під час зустрічі української та американської делегацій в Джидді (Саудівська Аравія) для обговорення рамок «мирного врегулювання» російської агресії проти України, після того, як українські парламентери запропонували підписати рамкову угоду, США відмовилися.
28 березня президент України Володимир Зеленський на брифінгу повідомив, що Міністерство економіки України напередодні отримало від міністра фінансів США Скота Бессента пропозицію детальної угоди зміненого формату «про створення інвестиційного фонду реконструкції», в якій, за словами українських парламентарів, американська сторона зробила «кілька кроків назад» у порівнянні з рамковою угодою, яка була погоджена обома сторонами раніше, ще раз додавши невигідні для України умови, які раніше відкинули: документом передбачалося створення органу управління фонду з п'яти осіб, де троє представників США матимуть право вето; пропозиція поширювалася й на українську нафту та газ; внеском США у реалізацію угоди вважалася б допомога, яку надали Україні з 2022 року. А 31 березня Дональд Трамп під час спілкування з журналістами на борту президентського літака Air Force One пригрозив президенту України «великими проблемами» у разі відмови у підписані такої угоди.
Відповідно до розпорядження КМУ № 316-р від 8 квітня 2025 року уряд України виділив 113 005 000,00 гривень із резервного фонду державного бюджету на залучення до 15 квітня консультантів для підготовки проєкту угоди зі США щодо копалин, що враховуватиме специфіку українського та американського законодавства. 9 квітня до переговорного процесу залучено американо-британську юридичну фірму ПОВ «Хоган Ловеллс Інтернешнл» (англ. Hogan Lovells International LLP) як зовнішнього радника.
11–12 квітня відбулася «технічна» зустріч американських та українських чиновників у Вашингтоні щодо обговорення додаткових вимог адміністрації Трампа до проєкту угоди про надання США доступу до українських мінеральних багатств. Розширений проєкт угоди мав надавати США привілейований доступ до українських родовищ корисних копалин та вимагав від України розміщувати в спільному інвестиційному фонді всі доходи від експлуатації природних ресурсів українськими державними та приватними компаніями. Однак запропонована угода не надавала Києву гарантій безпеки з боку США. А одним із «сюрпризів» у документі стала вимога США, щоб Міжнародна фінансова корпорація розвитку США (DFC) взяла під контроль газопровід, який транспортує природний газ від ПАТ «Газпром» через території України до Європи.
Переговорна група від України складалася з представників міністерств економіки, енергетики, довкілля, закордонних справ, фінансів, юстиції, а також міжнародних юридичних радників: Юлія Свириденко, Олексій Соболев, Тарас Качка, Микола Колісник, Ольга Юхимчук, Андрій Сибіга, Олександр Карасевич, Оксана Маркарова, Антон Кориневич, Сергій Марченко, Денис Улютін, Олена Філь, Ольга Стефанішина, Світлана Терещенко, Людмила Сугак, Володимир Музильов та інші.
17 квітня міністр фінансів США Скотт Бессент та перша віцепрем'єр-міністерка України – міністерка економіки України Юлія Свириденко підписали в онлайн-режимі «Меморандум про намір між Урядом Сполучених Штатів Америки та Урядом України щодо завершення укладення формальної угоди про економічне партнерство та інвестиційний фонд реконструкції».

### Підписання та ратифікація «наосліп»
30 квітня 2025 року об 17:28 за EDT (UTC−4) Бессент та Свириденко оголосили про підписання у Вашингтоні пакету з трьох документів, що складають угоди про копалини.
1 травня об 23:59 (UTC+3) Кабінет міністрів зареєстрував у Верховній раді розроблений Мінекономіки проєкт закону «Про ратифікацію Угоди між Урядом України та Урядом Сполучених Штатів Америки про створення Американсько-Українського інвестиційного фонду відбудови» (№ 0309), а наступного дня — проєкт змін до бюджетного кодексу. Окрім цього, передбачено внесення низки інших змін до законодавства України для забезпечення правового підґрунтя виконання положень угоди.
Ключові положення домовленості (щодо управління фондом, розподілу прибутків, відбору інвестиційних проєктів тощо) виключені з тексту угоди, що підлягає ратифікації, і оформлені в окремі документи, зміст яких відомий лише кільком представникам Кабміну, а отже й президенту України. Саме ці додаткові документи визначатимуть основні умови, які можуть зробити домовленість зі США як вигідною інвестиційною можливістю для України, так і ризикованою угодою, що ставить під загрозу національні інтереси.
6–7 травня головний комітет, профільний у сфері зовнішньої політики та міжпарламентського співробітництва, рекомендував ратифікувати угоду, але із застереженнями, що парламент: констатує відсутність документів, передбачених угодою, на момент її ратифікації; підкреслює, що ратифікація угоди не є автоматичним схваленням пов'язаних документів, які укладатимуться окремо; наголошує, що додаткові домовленості не можуть виходити за межі угоди або встановлювати непогоджені міжнародні зобов'язання для України.
8 травня Угода про Фонд ратифікована законом № 4417-IX, але без попереднього ознайомлення з додатками до неї (включно з угодою про обмежене партнерство, яка 26 разів згадується в документі) через обмеження до них доступу, встановлені (вірогідно за політичними мотивами) Кабінетом Міністрів України, який є розпорядником цих документів, згідно угоди про нерозголошення (не плутати з державною таємницею). За словами урядовців, ці угоди мають «імплементаційний характер». Рішення підтримали 338 народних депутатів.
Угода набирає чинності з дати більш пізньої ноти під час обміну нотами між сторонами про те, що кожна сторона завершила свої внутрішні процедури для набрання чинності.
13 травня українські урядовці поінформували ЗМІ про підписання двох комерційних документів до угоди про копалини з США, зміст яких не розголошується.

## Зміст документів

### Меморандум
Порівняння з проєктом угоди від 26 лютого 2025 року
1. ↑  Початково документ мав заголовок 
«Двостороння угода про встановлення умов та положень для Інвестиційного фонду реконструкції» (англ. Bilateral agreement establishing terms and conditions for a Reconstruction Investment Fund);
2. ↑  Другий пункт зі змінами, слово «Україною» (англ. Ukraine) замінено виразом «українським народом» (англ. the Ukrainian people);
3. ↑  Четвертий пункт зі змінами, герундій «зміцнення» (англ. strengthening) замінено на інфінітив (англ. strengthen), а англійський варіант слова «відмовившись» англ. abandoning (безвідповідально), яке несе негативний підтекст замінено на нейтрально-формальне англ. relinquishing (усвідомлено);
4. 1 2 3 4 5 6  П'ятий та наступні пункти повністю змінено іншим змістом.

### Угода про Фонд

#### Американський проєкт
Текст угоди та його аналіз вперше опубліковано 30 березня 2024 року Мустафою Найємом. Проєкт угоди складений юридичною фірмою ПОВ «Фрешфілдс» (англ. Freshfields LLP) на замовлення Міжнародної фінансової корпорації розвитку США (DFC). Документ передбачав створення Інвестиційного фонду реконструкції (англ. Reconstruction Investment Fund) у формі асиметричного партнерства з обмеженою відповідальністю, де DFC (американська сторона) отримує блокуючу більшість (3 з 5 місць з правом вето) у Наглядовій раді (англ. Board) та призначає Повноправного партнера (англ. General Partner), який здійснює повне оперативне управління фондом без узгодження з українською стороною. Умовним внеском США до фонду (англ. Initial Contribution) вважається раніше надана безповоротна допомога Україні. А Україна як обмежений партнер (англ. Limited Partner) передає частку майбутніх доходів від проєктів (англ. Royalty Interest), оцінка яких здійснюється за критеріями Повноправного партнера, проте позбавлена рівних прав, включаючи впливу на управління фондом.
Фонд реєструється як юридична особа США (зокрема, в штаті Делавер), що автоматично підпорядковує його правовій системі США та дозволяє американській стороні уникнути ратифікації угоди, на відміну від України, яка зобов'язана її ратифікувати, оскільки стосувалася майнових прав українського народу. Хоча угода є міждержавною, конкретні механізми функціонування фонду виведені з-під дії міжнародного права на користь національного законодавства США. Фонд підпадає під американський податковий режим та звільнений від сплати податків в Україні. Арбітражні та судові процеси регулюються правилами Американської арбітражної асоціації та законами штатів Нью-Йорк (затвердження рішень арбітрів та розгляд апеляцій) та Делавер (вирішення корпоративних спорів). Водночас Україна позбавлена права оскаржувати рішення фонду в Гаазькому трибуналі, МЦУІС чи інших міжнародних інстанціях.
Угода є безстроковою, а її положення не гарантують паритету сторонам. На відміну від США, Україна не може самостійно вийти з фонду, повернути свою частку або передати її третім особам. Україна також несе необмежену правову та фінансову відповідальність, включаючи компенсацію збитків, пов'язаних із діяльністю фонду, DFC чи їхніх афіліатів, навіть якщо вони спричинені їхніми власними діями.

#### Фінальна версія
Остаточний проєкт угоди було схвалено розпорядженням Кабінету Міністрів України від 30 квітня 2025 року № 416-р та оприлюднено на Єдиному порталі органів виконавчої влади України українською та англійською мовами. Того ж дня він був підписаний сторонами без внесення змін (скан документа).
Складається з преамбули, 11 статей та додатку А.
В рамках угоди передбачається укладення між уповноваженими державними установами з обох сторін окремої «Угоди про обмежене партнерство» щодо створення спільного інвестиційного фонду.
Згідно зі статтею 6, будь-яка нова військова допомога від США (якщо вона буде надана) відтепер зараховуватиметься як капітальний внесок у спільний фонд, а не надаватиметься безоплатно, як це було раніше. Водночас надання такої допомоги залишатиметься залежним від окремих рішень США і не є гарантованим.

### Угода про обмежене партнерство
Угода між Корпорацією з фінансування міжнародного розвитку від США та Державною організацією «Агенція з питань підтримки державно-приватного партнерства» від України про створення спільного Інвестиційного фонду відбудови у формі обмеженого партнерства — партнерство з обмеженою відповідальністю (не плутати з товариством з обмеженою відповідальністю).
Фонд складатиметься з Наглядової ради, до якої увійдуть по три представники від США та України, а також чотирьох спеціалізованих комітетів: Інвестиційного (3 представники США, 2 України), Адміністративного (3 США, 2 України), Аудиторського (2 США, 2 України) та Комітету з пошуку проєктів (2 США, 3 України).
Агенція ДПП зареєстрована Мінюстом 13 березня 2019 року (код ЄДРПОУ 42885180) за адресою: м. Київ, вул. Антоновича, 174. Її засновник і власник — Міністерство економіки України. Директор — Гачечиладзе Ніко Мерабович.

## Очікування
За попередніми результатами опитування Київського міжнародного інституту соціології, проведеного з 2 по 6 травня та оприлюдненого 7 травня, 47% українців мали позитивні очікування від угоди, тоді як 41% опитаних були налаштовані скептично: 22% вважали, що угода нашкодить Україні, 19% — що не матиме впливу. Решта (12%) не змогли визначитися з думкою.
За прогнозами представників правлячої фракції у парламенті, упродовж 5 років з держбюджету України до фонду очікується спрямувати приблизно 3 млрд гривень (або 72 млн доларів США). Водночас, згідно з офіційними заявами Мінекономіки, фактичні українські внески до фонду розпочнуться не раніше 2030 року через часові затримки, пов'язані з початком видобутку корисних копалин і надходженням рентних платежів.
За оцінками фахівців і ветеранів галузі, реальний початок видобутку та отримання перших економічних вигод від нових родовищ можливий орієнтовно через 10 років, а в умовах складної безпекової ситуації — не раніше ніж через 15 років. Це пояснюється тим, що спочатку знадобиться провести ґрунтовну геологорозвідку, далі розробити техніко-економічне обґрунтування, після чого залучити фінансування для реалізації проєкту, збудувати потрібну інфраструктуру, і лише потім розпочати безпосередній видобуток. А на додаток до російської агресії, процес гальмують неповні геологічні дані та ризики корупції.

## Історичні паралелі

### Угода про копалини з Афганістаном

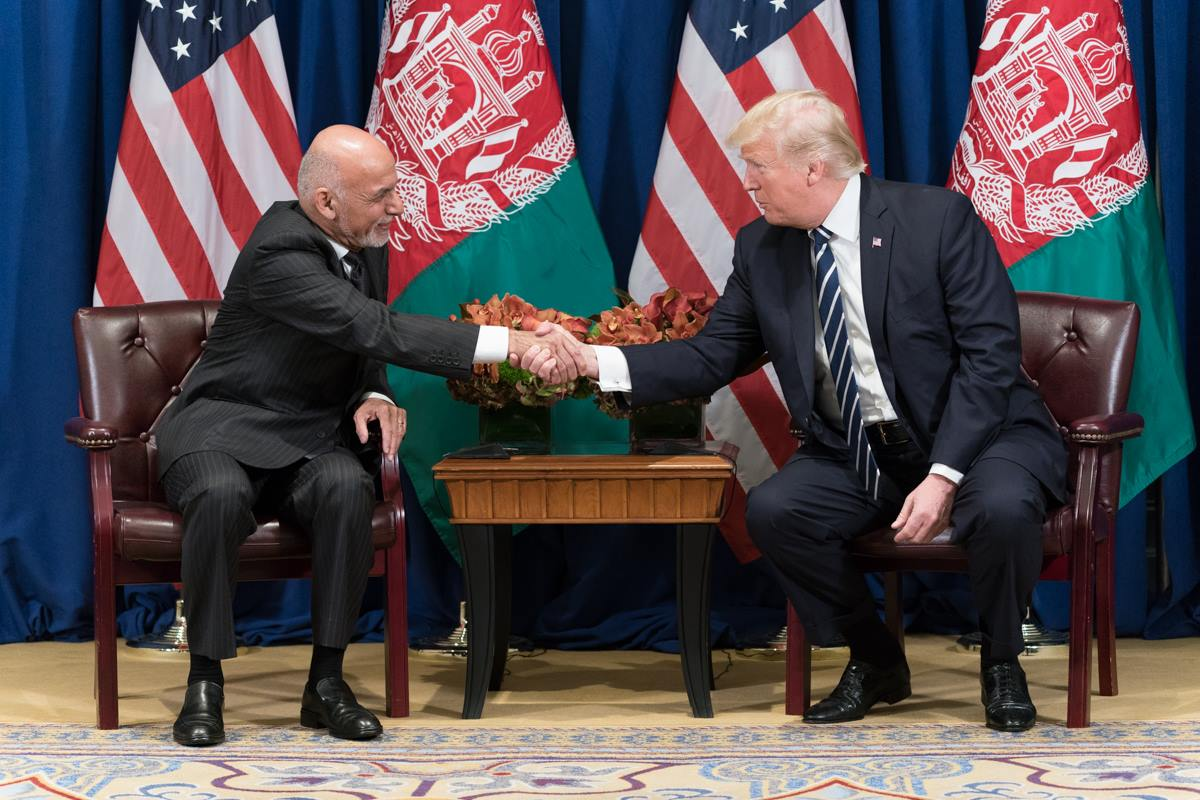
Ашраф Гані та Дональд Трамп обмінюються рукостисканнями під час зустрічі в готелі Lotte New York Palace у Нью-Йорку, 21 вересня 2017

21 вересня 2017 року у Нью-Йорку, під час 72-ї сесії Генеральної асамблеї ООН, між 45-м президентом США Дональдом Трампом та президентом Ісламської Республіки Афганістан Ашрафом Гані була досягнута домовленість про залучення американських компаній до розробки корисних копалин в Афганістані. За оцінками Геологічної служби США, вартість афганських мінеральних ресурсів могла перевищувати 1 трильйон доларів США. Афганська влада розглядала цю угоду як інструмент для мотивації США зберегти військову присутність у країні, тоді як американська сторона сподівалася компенсувати витрати на підтримку афганського уряду (офіційно приблизно 955–978 млрд доларів). Однак, паралельно з співпрацею з офіційним Кабулом адміністрація Трампа почала таємні переговори з ворогами уряду Афганістану — ватажками Талібану, які проходили переважно у п'ятизіркових готелях міста Доха (Катар), де сторони обговорювали можливість інтеграції терористичного угруповання, в афганську політичну систему та завершення багаторічної війни. Які, зрештою, завершилися 29 лютого 2020 року підписанням мирної угоди в Досі, без участі афганського уряду, за якою США зобов'язалися скоротити військовий контингент в Афганістані та зняти санкції з Талібану, фактично передавши йому контроль над країною.